# Robert Ludwell Yates Peyton
Robert Ludwell Yates Peyton (* 8. Februar 1822 im Loudoun County, Virginia; † 3. September 1863 in Bladon Springs, Alabama) war ein US-amerikanischer Politiker. Er vertrat den Staat Missouri während des Sezessionskrieges als Senator im Konföderiertenkongress.
Peytons politische Laufbahn begann kurz vor dem Ausbruch des Sezessionskrieges. 1858 wurde er in den Senat von Missouri gewählt. Nach Kriegsbeginn war er Deputierter im Provisorischen Konföderiertenkongress; im Anschluss erfolgte die Wahl in den ersten Konföderiertenkongress. Dort war er im Senat einer der beiden Vertreter Missouris.
Robert Peyton diente auch in der Konföderiertenarmee und bekleidete dort den Rang eines Colonel. Bei der Verteidigung von Vicksburg (Mississippi) erkrankte er an Malaria; an deren Folgen starb er am 3. September 1863.